# 17127 Ryanwestcott
17127 Ryanwestcott è un asteroide della fascia principale. Scoperto nel 1999, presenta un'orbita caratterizzata da un semiasse maggiore pari a 2,637332 UA e da un'eccentricità di 0,176803, inclinata di 12,138049° rispetto all'eclittica. Ha un diametro di 4,702 km e un periodo di rotazione di 240,669 ore.